# Margaret Doody
Margaret Anne Doody (21 settembre 1939) è una scrittrice canadese.
Anglofona, è docente di letteratura comparata presso la University of Notre Dame e autrice di una teoria letteraria che fa risalire la nascita del romanzo nell'età classica, esposta nel saggio La vera storia del romanzo (The True Story of the Novel) (2000).
Come scrittrice, ha pubblicato alla fine degli anni settanta un romanzo giallo ed un racconto nel quale l'investigatore protagonista era il filosofo stagirita Aristotele, ma le pubblicazioni non ebbero successo e per lungo tempo la Doody smise questa attività.
Nel 1999 i due volumi sono stati ripubblicati in Italia, riscuotendo grande consenso di pubblico e di conseguenza la scrittrice ha ripreso la serie con nuovi racconti.
Nella serie, un insolito connubio tra thriller e filosofia, un Aristotele in veste di investigatore, affiancato da Stefanos come voce narrante, risolve una serie di casi criminosi applicando le ferree leggi della sua logica.

## Opere

### Narrativa

#### Serie di Aristotele
- Aristotele detective (Aristotle Detective) (1978) - edizioni italiane: Il Giallo Mondadori n. 1652; Sellerio, 1999. ISBN 8838915229
- Aristotele e il giavellotto fatale (Aristotle and the Fatal Javelin) (1980) - Sellerio, 2000. ISBN 8838916225 (novelle)
- Aristotele e la giustizia poetica (Aristotle and the Poetic Justice) (2000) - Sellerio, 2000. ISBN 8838916489
- Aristotele e il mistero della vita (Aristotle and the Mystery of Life o Aristotle and the Secrets of Life) (2002) - Sellerio, 2002. ISBN 8838917795
- Aristotele e l'anello di bronzo (Aristotle and the Ring of Bronze) (2003) - Sellerio, 2003. ISBN 8838919046
- Aristotele e i veleni di Atene (Poison in Athens) (2004) - Sellerio, 2004. ISBN 883892001X
- Aristotele e i misteri di Eleusi (Mysteries of Eleusis) (2005) - Sellerio, 2006. ISBN 8838920931
- Aristotele e i delitti d'Egitto (Aristotle and the Egyptian Murders) (2010) - Sellerio, 2010. ISBN 8838924953
- Aristotele e la favola dei due corvi bianchi (Aristotle and the Fable of Two White Crows) (2012) - Sellerio, 2012. ISBN 9788838926433
- Aristotele nel regno di Alessandro (A Cloudy Day in Babylon) (2013) - Sellerio, 2013. ISBN 9788838930850
- Aristotele e la Casa dei Venti (Aristotle and the House of the Winds) (2018) - Sellerio, 2018. ISBN 9788838937781
- Aristotele e la Montagna d'Oro (Aristotle and the Mountain of Gold) (2021) - Sellerio, 2021. ISBN 9788838942044

#### Altri romanzi
- Gli alchimisti (The Alchemists) (1980) - Sellerio, 2002. ISBN 8838917450

### Saggistica
- A Natural Passion: A Study of the Novels of Samuel Richardson (1974)
- The Daring Muse: Augustan Poetry Reconsidered (1985)
- Frances Burney: The Life in the Works (1996)
- La vera storia del romanzo (The True Story of the Novel) (2000) - Sellerio, 2009. ISBN 978-88-389-2326-5
- Tropic of Venice (2007)